# Герб на Руската империя
Тържествената форма на държавния герб на Руската империя (1882-1917) представлява хералдическа композиция, представяща гербовете на всички земи в състава на империята.

## Описание
В златен щит е поставен черен двуглав орел, коронован с 2 императорски корони, над които е поставена същата корона, но в голям размер, с 2 ленти на Андреевския орден. Държавният орел държи златен скиптър и държава. На гърдите на орела е поставен гербът на Московското княжество: в червен, със златен край, щит на Свети великомъченик и победоносец Георги, в сребърно въоръжение и лазурна мантия, на сербърен кон, промушващ златен, със зелени крила дракон. Щитът е увенчан с шлема на Светия велик княз Александър Невски. Около щита е изобразен орденът на Свети апостол Андрей Първозвани. От двете страни на щита са поставени светите-ангели архистратег Михаил и архангел Гаврил.
Цялата композиция е поставена върху жълта балдахинова мантия, осеяна с руски орли и коронована с императорска корона. На нея има надпис: „Съ Нами Богъ!“. Над балдахиновата мантия се издига държавна хоругва в златен цвят, на която е изобразен държавният герб, но без окръжаващите го 9 по-малки щита.

## Композиция
Главният щит е обкръжен от 9 щита, увенчани с принадлежащите им корони: Герб на Казанското царство, Герб на Астраханското царство, Герб на Полското царство, Герб на Сибирското царство, Герб на Херсонско-Таврическото царство, Герб на Грузинското царство, съединените гербове на Киевското, Владимирското и Новгородското велики княжества, Герб на Великото Финландско княжество, Родовия герб на Негово Императорско Величество.
Над балдахиновата мантия са изобразени 6 щита с гербовете на: Великоруските княжествата и области, княжествата и областите на югозападните земи, беларуските и литовски княжествата и области, прибалтийските области, на североизточните области, Туркестан.